# 2012 في اليمن
القائمة التالية تسرد أهم الأحداث التي وقعت خلال عام 2012 في اليمن.

## الأحداث

### يناير
- 21 يناير - مجلس النواب اليمني يوافق على مشروع قانون بمنح الحصانة التامة للرئيس علي عبد الله صالح وأن تنطبق هذه الحصانة على المسؤولين الذين عملوا معه في المؤسسات المدنية والعسكرية والأمنية فيما يتعلق بالأعمال ذات الدوافع السياسية ولا تنطبق على الأعمال الإرهابية، ويأتي إقرار هذا القانون تنفيذًا لبنود المبادرة الخليجية لحل الأزمة اليمنية.

### فبراير
- 21 فبراير - اليمنيون يتوجهون لصناديق الاقتراع لانتخاب عبد ربه منصور هادي رئيسًا خلفًا لعلي عبد الله صالح وذلك وفقًا للمبادرة الخليجية لحل الأزمة في اليمن والتي بدأت قبل عام مع اندلاع ثورة الشباب ضد النظام الحاكم.
- 25 فبراير - عبد ربه منصور هادي يؤدي اليمين الدستورية أمام مجلس النواب اليمني رئيسًا للجمهورية خلفًا لعلي عبد الله صالح وذلك لفترة انتقالية وفقًا للمبادرة الخليجية لحل الأزمة في اليمن، وكانت اللجنة العليا للانتخابات قد أعلنت عن فوزه بنسبة 99.8% من إجمالي المصوتين.

### مارس
- 3 مارس - أعلنت مصادر عسكرية يمنية أن هجومًا انتحاريًا بسيارة مفخخة استهدف معسكرًا ل الحرس الجمهورى اليمنى في اليمن، بعد أسبوع على هجوم مماثل تبناه تنظيم القاعدة، وأسفر عن مقتل 26 جنديًا.وقالت المصادر إن الهجوم استهدف ثكنه للحرس الجمهوري في مدينة البيضاء (اليمن) التي تبعد 170 كلم جنوب غرب صنعاء، مشيرة إلى وقوع «خسائر» بدون أن تضيف أي تفصيل.
- 31 مارس - قتل ثمانية أشخاص على الأقل، في غارات شنتها طائرات أمريكية بدون طيار على شبوة (محافظة) جنوب شرقي اليمن.وأفادت مصادر قبلية في اليمن بسقوط خمسة قتلى من عناصر القاعدة وجماعة أنصار الشريعة ونحو خمسة مدنيين في الغارات التي استهدفت مواقع يعتقد أنها لعناصر تنظيم القاعدة في منطقة عزّان بشبوة (محافظة) جنوب شرقي اليمن.

### أبريل
- 11 أبريل - الجيش يقتل 62 متشددا في اشتباكات مسلحة